# Chilozela trapeziana
Chilozela trapeziana är en fjärilsart som beskrevs av Jan Sepp. Chilozela trapeziana ingår i släktet Chilozela och familjen Crambidae. Inga underarter finns listade i Catalogue of Life.